# Willy Bernath
Willy Bernath, auch: Willi Bernath (* 1. März 1914 in La Chaux-de-Fonds; † 13. Juni 1991) war ein Schweizer Skilangläufer und Karosseriebauer.

## Biografie
Bernath hatte in den frühen 1930er Jahren in Hamburg und Zürich eine Ausbildung zum Karosseriespengler absolviert. Nach deren Abschluss arbeitete er zunächst nicht in seinem erlernten Beruf, sondern war als Skiathlet aktiv. 1936 wurde er in Davos Schweizer Meister der Viererkombination und nahm daraufhin an den Olympischen Winterspielen 1936 in Garmisch-Partenkirchen teil, wo er auf Platz 31 fuhr. Im Anschluss daran hielt sich Bernarth einige Monate in den Vereinigten Staaten auf. Nach seiner Rückkehr in die Schweiz übernahm er den Karosseriereparaturbetrieb, den sein Vater 1924 in La Chaux-de-Fonds gegründet hatte. Ab 1938 ging Bernath dazu über, auf Kundenwunsch komplette Automobilkarosserien zu bauen.

## Bernaths Karosserien
Das Unternehmen Auto Carrosserie Willy Bernath existierte als Karosseriehersteller von 1938 bis 1946. In dieser Zeit entstanden in La Chaux-de-Fonds 24 Cabriolet-Aufbauten, die sich vor allem an der Wagenfront durch eine „avantgardistische Gestaltung“ auszeichneten.